# Sekstant B
Sekstant B (również UGC 5373, DDO 70) – karłowata galaktyka nieregularna znajdująca się w konstelacji Sekstantu w odległości około 4,65 miliona lat świetlnych od Ziemi. Galaktyka ta należy do Grupy Lokalnej. Jest członkiem luźnej podgrupy galaktyk, do której należą też NGC 3109, Karzeł Pompy i Sekstans A.